# Xalaú
Xalaú es una localidad del municipio de Chemax  en el estado de Yucatán, México.

## Toponimia
El nombre (Xalaú) proviene del idioma maya.

## Demografía
Según el censo de 2005 realizado por el INEGI, la población de la localidad era de 1813 habitantes, de los cuales 926 eran hombres y 887 eran mujeres.
| 286                         | 300 | 322 | 422 | 373 | 445 | 537 | 820 | 1210 | 1454 | 1813 | ¿? |
| (Fuente: INEGI [Consultar]) |     |     |     |     |     |     |     |      |      |      |    |